# Riccardo Rossi (motociclista)
Riccardo Rossi (Genova, 21 marzo 2002) è un pilota motociclistico italiano.

## Carriera

### Gli inizi
Inizia dalle minimoto per poi passare al campionato italiano MiniGP; nel 2014 conquista i primi punti nella categoria Moto3 del campionato italiano. Nel 2015 partecipa al campionato Italiano Velocità nella categoria PreMoto3, con la 125 due tempi del team SIC58 Squadra Corse, chiudendo al quarto posto nella classifica di campionato. L'anno successivo cambia squadra e passa al team RMU, sempre nel CIV PreMoto3, terminando il campionato al secondo posto.
Nel 2017 partecipa sia al CIV che al CEV Campionato Mondiale Junior. Anche nel 2018 prende parte sia al CIV che al CEV Moto3. Nel campionato italiano entra a far parte del team Gresini Racing che utilizza moto Honda con cui chiude al sesto posto e vince una gara, mentre nel mondiale Junior corre con la Husqvarna del team Laglisse Academy.

### Moto3
Nel 2019 debutta nella classe Moto3 del motomondiale con il team Gresini Racing che affida, a lui e al suo compagno di squadra Gabriel Rodrigo, una Honda NSF250R. Al gran premio di Misano ottiene i suoi primi punti iridati. Ottiene come miglior risultato un tredicesimo posto in Thailandia e chiude la stagione al 32º posto con 8 punti.
Nel 2020 corre con la KTM RC 250 GP del team BOE Skull Rider Facile Energy; il compagno di squadra è Davide Pizzoli. Ottiene come miglior risultato un undicesimo posto nel Gran Premio d'Europa e termina la stagione al 25º posto con 10 punti. In questa stagione è costretto a saltare il Gran Premio di Teruel a causa della positività al SARS-CoV-2.
Nel 2021 corre ancora con la KTM del team BOE Owlride, con cui ottiene il suo primo podio nel motomondiale, nella gara di Le Mans. Nella stessa gara riesce anche a fare il giro veloce nel corso dell'ultimo giro della gara. Chiude la stagione al ventitreesimo posto con 29 punti. Nel 2022 passa al team SIC58 Squadra Corse, il compagno di squadra è Lorenzo Fellon. In occasione del Gran Premio di Thailandia torna sul podio e chiude la stagione al quattordicesimo posto. Nel 2023 prosegue con la stessa squadra dell'annata precedente; ottiene come miglior risultato in gara un quarto posto al Gran Premio del Qatar e si conferma quattordicesimo in campionato.
Nel 2024 passa al team CIP Green Power, dove trova lo svizzero Noah Dettwiler come compagno di squadra. Sfiora il podio nella gara inaugurale in Qatar, andando saltuariamente a punti nel resto dell'annata, conclusasi in diciottesima posizione.

## Risultati nel motomondiale
| 2019 | Classe | Moto  |    |    |    |    |     |    |    |    |    |     |    |    |    |    |    |    |     |    |    |  |  |  | Punti | Pos. |
| ---- | ------ | ----- | -- | -- | -- | -- | --- | -- | -- | -- | -- | --- | -- | -- | -- | -- | -- | -- | --- | -- | -- |  |  |  | ----- | ---- |
| 2019 | Moto3  | Honda | 22 | 22 | 21 | 21 | Rit | 21 | 17 | 21 | 22 | Rit | 23 | 27 | 14 | 26 | 13 | 21 | Rit | 15 | 14 |  |  |  | 8     | 32º  |

| 2020 | Classe | Moto |    |     |    |     |    |     |    |    |    |    |    |     |    |    |    |  |  |  |  |  |  |  | Punti | Pos. |
| ---- | ------ | ---- | -- | --- | -- | --- | -- | --- | -- | -- | -- | -- | -- | --- | -- | -- | -- |  |  |  |  |  |  |  | ----- | ---- |
| 2020 | Moto3  | KTM  | 24 | Rit | 21 | Rit | 18 | Rit | 13 | 21 | 20 | 14 | 21 | Inf | 11 | 23 | 24 |  |  |  |  |  |  |  | 10    | 25º  |

| 2021 | Classe | Moto |     |    |    |    |   |    |    |     |    |    |    |   |    |    |    |     |    |    |  |  |  |  | Punti | Pos. |
| ---- | ------ | ---- | --- | -- | -- | -- | - | -- | -- | --- | -- | -- | -- | - | -- | -- | -- | --- | -- | -- |  |  |  |  | ----- | ---- |
| 2021 | Moto3  | KTM  | Rit | 19 | 19 | 17 | 3 | 18 | NP | Rit | 18 | 23 | 19 | 9 | 15 | 11 | 20 | Rit | 18 | 16 |  |  |  |  | 29    | 23º  |

| 2022 | Classe | Moto  |    |    |   |   |    |     |    |   |    |     |    |    |    |    |    |    |   |    |     |     |  |  | Punti | Pos. |
| ---- | ------ | ----- | -- | -- | - | - | -- | --- | -- | - | -- | --- | -- | -- | -- | -- | -- | -- | - | -- | --- | --- |  |  | ----- | ---- |
| 2022 | Moto3  | Honda | 12 | 17 | 4 | 9 | 11 | Rit | 13 | 6 | 11 | Rit | 11 | 14 | 19 | 11 | 16 | 10 | 3 | 10 | Rit | Rit |  |  | 87    | 14º  |

| 2023 | Classe | Moto  |    |     |    |     |    |   |    |    |    |   |   |    |   |    |    |   |   |     |   |    |  |  | Punti | Pos. |
| ---- | ------ | ----- | -- | --- | -- | --- | -- | - | -- | -- | -- | - | - | -- | - | -- | -- | - | - | --- | - | -- |  |  | ----- | ---- |
| 2023 | Moto3  | Honda | 15 | Rit | 15 | Rit | 16 | 8 | 17 | 18 | 13 | 6 | 6 | 18 | 7 | 13 | 13 | 6 | 8 | Rit | 4 | 17 |  |  | 79    | 14º  |

| 2024 | Classe | Moto |   |     |    |    |     |     |    |    |    |    |    |    |     |    |     |    |    |    |     |     |  |  | Punti | Pos. |
| ---- | ------ | ---- | - | --- | -- | -- | --- | --- | -- | -- | -- | -- | -- | -- | --- | -- | --- | -- | -- | -- | --- | --- |  |  | ----- | ---- |
| 2024 | Moto3  | KTM  | 4 | Rit | 16 | 18 | Rit | Rit | 13 | 18 | 19 | 14 | 10 | 20 | Rit | 23 | Rit | 14 | 12 | 13 | Rit | Rit |  |  | 33    | 18º  |

| 2025 | Classe | Moto  |   |    |     |   |     |    |    |    |     |    |    |     |    |  |  |  |  |  |  |  |  |  | Punti | Pos. |
| ---- | ------ | ----- | - | -- | --- | - | --- | -- | -- | -- | --- | -- | -- | --- | -- |  |  |  |  |  |  |  |  |  | ----- | ---- |
| 2025 | Moto3  | Honda | 8 | 18 | Rit | 5 | Rit | 18 | 15 | 18 | Rit | 14 | 14 | Rit | 19 |  |  |  |  |  |  |  |  |  | 24    |      |

| Legenda | 1º posto        | 2º posto            | 3º posto            | A punti      | Senza punti        | Grassetto – Pole position Corsivo – Giro più veloce |
| Legenda | Gara non valida | Non qual./Non part. | Ritirato/Non class. | Squalificato | '-' Dato non disp. | Grassetto – Pole position Corsivo – Giro più veloce |